# رابرت رایش
رابرت رایش (انگلیسی: Robert Reich؛ زادهٔ ۲۴ ژوئن ۱۹۴۶) اقتصاددان سیاسی، استاد، نویسنده و صاحبنظر سیاسی آمریکاییست. او در دولت‌های رؤسای جمهور جرالد فورد و جیمی کارتر کار کرده و از ۱۹۹۳ تا ۱۹۹۷ در دولت بیل کلینتون وزیر کار ایالات متحده آمریکا بوده است.
او استاد کرسی رئیس سیاست عمومی در مدرسه سیاست عمومی دانشگاه کالیفرنیا، برکلی است. او پیشتر استاد مدرسه کندی هاروارد دانشگاه هاروارد و استاد سیاست اقتصادی اجتماعی دانشگاه برندایس بوده است. او همچنین از دبیران نیو ریپابلیک, هاروارد بیزینس ریویو, آتلانتیک, نیویورک تایمز, و وال‌استریت جورنال بوده است.
او وارد کالج دارتموث شد و پس از اخذ لیسانس در ۱۹۶۸ با بردن بورسیّهٔ رودْز برای تحصیل فلسفه، سیاست و اقتصاد به دانشگاه آکسفورد رفت. گزارش شده او حین تحصیل در دارتموث یک بار با هیلاری رادام، هیلاری کلینتون آینده، که در کالج ولسلی دانشجوی لیسانس بود قرار گذاشت. او بعدتر مدرک جی دی را از مدرسه حقوق ییل دریافت کرد. در ییل او همکلاسی بیل و هیلاری کلینتون کلارنس توماس، مایکل مدود و ریچارد بلومنتال بود.